# Renata Shakirova
Scènes principales
Théâtre Mariinski
Renata Shakirova (en transcription française Renata Chakirova, russe : Рената Шакирова) est une ballerine actuellement danseuse étoile au ballet du Théâtre Mariinski.

## Biographie
Renata naît à Tachkent en Ouzbekistan. Elle commence ses études de danse au Collège chorégraphique bachkir de Oufa avant que la famille ne déménage à Saint-Pétersbourg où elle est admise à l'Académie de ballet Vaganova. Tatiana Oudalenkova lui enseigne la danse à l'Académie dont elle est diplômée en 2015. Ses études donnent à Renata l'occasion de danser au sein du corps de ballet. L'autorisation de danser lors des répétitions du corps de ballet lui a été octroyée afin qu'elle reste en forme pendant les vacances d'été. C'est à cette occasion qu'il lui a été demandé de danser son premier rôle, celui de Cupidon dans Don Quichotte.

## Carrière
Renata Chakirova rejoint le ballet du Mariinski dès l'obtention du diplôme avec le titre de première soliste. Le 11 octobre 2015 elle fait sa première apparition de soliste sur la scène dans le rôle de Kitri du ballet Don Quichotte. En 2015, elle est citée par Dance Magazine (en), article « 25 to watch ».
En 2016, elle se voit octroyer le premier prix au Concours de ballet du Bolchoï organisé par la chaîne de télévision Russia-K avec Kimin Kim, danseur principal au Théâtre Mariinski, .

## Récompenses
- 2016 : Premier prix au Concours de ballet du Bolchoï avec Kimin Kim.

## Répertoire
(Extrait de la rubrique sur la danseuse sur le site du Mariinski)
Marius Petipa
- Giselle (Giselle, duo classique)
- La Belle au bois dormant (Aurore, princesse Florine)
- Le Lac des cygnes (amis du Prince, petits cygnes, deux cygnes)
- La Bayadère (trio des Ombres)
- Raymonda (Henrietta, grand pas de variation)
- Le Corsaire (Gulnare, trio des Odalisques)
- Don Quichotte (Kitri, amour, filles fleurs, grand pas de variation)

Iouri Grigorovitch
- Légende d'amour (Chirin, danse dorée)
- La Fleur de pierre (Katarina)

Alexeï Ratmansky
- Concerto DSCH (en)
- Le Petit Cheval bossu (tsar Maiden)
- Cendrillon
- Pierrot Lunaire

George Balanchine
- Jewels (Rubi, soliste)
- Apollon musagète (Polyhymnia, Calliope)
- Le Songe d'une nuit d'été (pas de deux de l'acte II)
- Symphonie en C (III. allegro vivace, IV. allegro vivace)
- Le Lac des cygnes

Autres chorégraphes
- Roméo et Juliette (Juliette, le compagnes de Juliette), chorégraphie de Leonid Lavrovski
- Paquita (Carducha), production de Iouri Smekalov
- Diane et Actéon, pas de deux, chorégraphie d'Agrippina Vaganova
- Le Carnaval (Butterfly), chorégraphie de Michel Fokine
- Casse-Noisette (Macha), chorégraphie de Vassili Vainonen
- Shurale (Syuimbike), chorégraphie de Leonid Yakobson
- Adagio Hammerklavier (piano-forte), chorégraphue de Hans van Manen
- Bambi (Butterfly) et Concerto pour violon n° 2, chorégraphie d'Anton Pimonov
- Le Cavalier de bronze (Paracha), chorégraphie de Iouri Smekalov
- Pulcinella (Pimpinella), chorégraphie d'Ilya Jivoï.